# Krewetki
Krewetki, krewetki właściwe (Caridea) – morskie i słodkowodne skorupiaki zaliczane do podrzędu Pleocyemata z rzędu dziesięcionogów. Zwyczajową nazwą krewetki określana jest też zaliczana do Caridea nadrodzina Palaemonoidea. Opisano około 2500 gatunków klasyfikowanych w kilkunastu nadrodzinach. Wiele z nich poławia się w celach konsumpcyjnych.

## Biologia

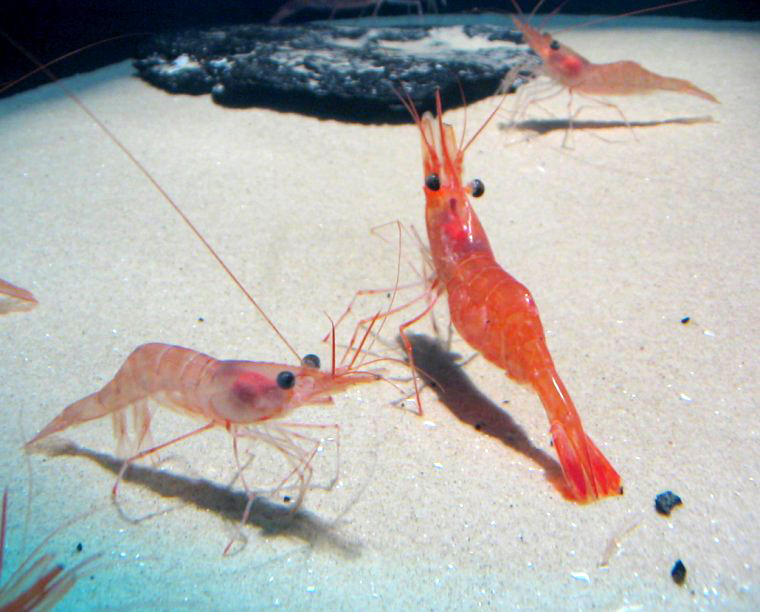
Najczęściej poławiana krewetka na świecie, krewetka północna

Krewetki zamieszkują wszystkie rodzaje środowiska wodnego, przy czym większość z nich to gatunki morskie. Około jedna czwarta z opisanych gatunków zasiedla wody słodkie, w tym niemal wszystkie gatunki z rodzin Atyidae i Palaemonidae (głównie z podrodziny Palaemoninae). Obejmują one kilka ważnych z gospodarczego punktu widzenia gatunków, takich jak krewetka północna (Pandalus borealis), garnela pospolita (Crangon crangon), czy Macrobrachium rosenbergii, i występują na wszystkich kontynentach, z wyjątkiem Antarktydy. Gatunki morskie występują na głębokościach do 5000 m, od terenów tropikalnych po regiony polarne.
Kilka gatunków żyje w Bałtyku (gdzie jednak zapewne z uwagi na małe rozmiary używane są przeważnie jako przynęta). Jeden gatunek – krewetka nakrapiana (Atyaephyra desmaresti) – pojawił się w Odrze. Inne gatunki krewetek występujących w Bałtyku to m.in.: krewetka bałtycka (Palaemon adspersus), krewetka atlantycka (Palaemon elegans), krewetka zmienna (Palaemonetes varians), czy garnela pospolita (Crangon crangon).
Oprócz dużej różnorodności zamieszkiwanych siedlisk, krewetki różnią się znacznie pod względem formy, od gatunków o długości kilku milimetrów do tych, które osiągają ponad 30 centymetrów długości. Z wyjątkiem przypadków, w których zostały one wtórnie utracone, krewetki mają jedną parę oczu, chociaż czasami są one przykryte pancerzem, który chroni głowotułów. Pancerz otacza skrzela, przez które woda przepompowywana jest przez ruchy narządów gębowych.
Większość przedstawicieli Caridea jest wszystkożerna, ale niektóre specjalizują się w poszczególnych rodzajach pobierania pokarmu. Niektóre z nich filtrują pokarm, wykorzystując swoje szczecinki na odnóżach jako sito; inne zeskrobują glony ze skał. Krewetki z rodzaju Alpheus (rodzina Alpheidae) zaciskają szczypce, tworząc falę uderzeniową, która ogłusza zdobycz. Wiele gatunków krewetek, jak na przykład krewetka czyściciel (Lysmata amboinensis), pozostają w symbiozie protokooperacyjnej z rybami rafowymi, żywiąc się ich pasożytami i martwą tkanką. Z kolei krewetki są spożywane przez różne zwierzęta, szczególnie ryby i ptaki morskie, i często są gospodarzami pasożytów krewetek i krabów z rodziny Bopyridae.

## Budowa
Są to na ogół niewielkie skorupiaki o ciele spłaszczonym grzbieto-brzusznie i mniej lub bardziej cylindrycznym głowotułowiu, blaszkowatych skrzelach i słabo wykształconych szczypcach. Pierwsza para pleopodiów u samców jest mniej lub bardziej zredukowana. Odwłok dobrze rozwinięty; skleryt drugiego segmentu odwłoku nachodzi na segment pierwszy i trzeci. Pierwsza i druga para odnóży krocznych (pereiopodów) zazwyczaj opatrzone szczypcami. Skrzela blaszkowate. Samice umieszczają rozwijające się jaja na tylnych odnóżach (pleopodach).

## Systematyka
World Register of Marine Species (WoRMS) wyróżnia 14 nadrodzin (stan na 08.2016):
- nadrodzina Alpheoidea Rafinesque, 1815
  - rodzina Alpheidae Rafinesque, 1815
  - rodzina Barbouriidae Christoffersen, 1987
  - rodzina Bythocarididae Christoffersen, 1987
  - rodzina Hippolytidae Spence Bate, 1888
  - rodzina Lysmatidae Dana, 1852
  - rodzina Merguiidae Christoffersen, 1987
  - rodzina Ogyrididae Holthuis, 1955
  - rodzina Thoridae Kingsley, 1879
- nadrodzina Atyoidea De Haan, 1849 (in De Haan, 1833-1850)
  - rodzina Atyidae De Haan, 1849 (in De Haan, 1833-1850)
- nadrodzina Bresilioidea Calman, 1896
  - rodzina Agostocarididae C.W.J. Hart & Manning, 1986
  - rodzina Alvinocarididae Christoffersen, 1986
  - rodzina Bresiliidae Calman, 1896
  - rodzina Bresilioidea incertae sedis
  - rodzina Disciadidae Rathbun, 1902
  - rodzina Pseudochelidae De Grave & Moosa, 2004
- nadrodzina Campylonotoidea Sollaud, 1913
  - rodzina Bathypalaemonellidae de Saint Laurent, 1985
  - rodzina Campylonotidae Sollaud, 1913
- nadrodzina Crangonoidea Haworth, 1825
  - rodzina Crangonidae Haworth, 1825
  - rodzina Glyphocrangonidae Smith, 1884
- nadrodzina Nematocarcinoidea Smith, 1884
  - rodzina Eugonatonotidae Chace, 1937
  - rodzina Nematocarcinidae Smith, 1884
  - rodzina Rhynchocinetidae Ortmann, 1890
  - rodzina Xiphocarididae Ortmann, 1895
- nadrodzina Oplophoroidea Dana, 1852a
  - rodzina Acanthephyridae Spence Bate, 1888
  - rodzina Oplophoridae Dana, 1852
- nadrodzina Palaemonoidea Rafinesque, 1815
  - rodzina Anchistioididae Borradaile, 1915
  - rodzina Desmocarididae Borradaile, 1915
  - rodzina Euryrhynchidae Holthuis, 1950
  - rodzina Palaemonidae Rafinesque, 1815
  - rodzina Typhlocarididae Annandale & Kemp, 1913
- nadrodzina Pandaloidea Haworth, 1825
  - rodzina Pandalidae Haworth, 1825
  - rodzina Thalassocarididae Spence Bate, 1888
- nadrodzina Pasiphaeoidea Dana, 1852
  - rodzina Pasiphaeidae Dana, 1852
- nadrodzina Physetocaridoidea Chace, 1940
  - rodzina Physetocarididae Chace, 1940
- nadrodzina Processoidea Ortmann, 1896a
  - rodzina Processidae Ortmann, 1890
- nadrodzina Psalidopodoidea Wood-Mason (in Wood-Mason & Alcock, 1892)
  - rodzina Psalidopodidae Wood Mason & Alcock, 1892
- nadrodzina Stylodactyloidea Spence Bate, 1888
  - rodzina Stylodactylidae Bate, 1888
- incertae sedis
  - rodzina Amphionididae Holthuis, 1955
  - oraz 18 rodzajów.

Inni autorzy, jak np. Raymond T. Bauer, wyróżniają 15 nadrodzin, z Procarididea, którą to nadrodzinę jednak nowsze badania z zakresu filogenetyki molekularnej umieszczają w osobnym infrarzędzie o tej samej nazwie, jako grupę siostrzaną w stosunku do Caridea. Jeszcze inne klasyfikacje (De Grave, Pentcheff, Ahyong et al., 2009) wyróżniają 16. monotypową nadrodzinę, Galatheacaridoidea; późniejsze analizy molekularne pokazały, że ma ona niemal identyczny mitochondrialny DNA z Eugonatonotus chacei i uznano, że jedyny przedstawiciel Galatheacaridoidea jest w rzeczywistości stadium larwalnym Eugonatonotus.
Ogółem De Grave, Pentcheff, Ahyong et al., 2009 wyróżniają w infrarzędzie Caridae 3268 żyjących i 57 wymarłych (kopalnych) gatunków.

## Znaczenie gospodarcze

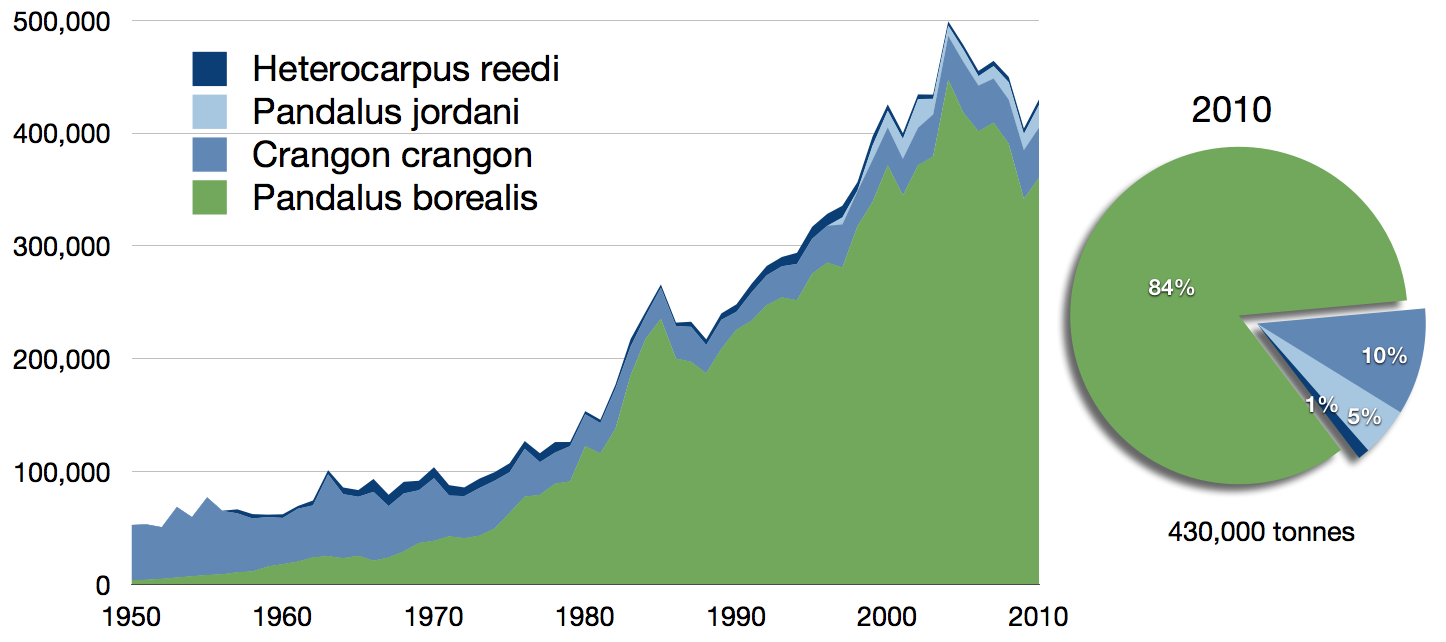
Globalna wielkość połowów krewetek w latach 1950–2010, w tonach. Źródło:

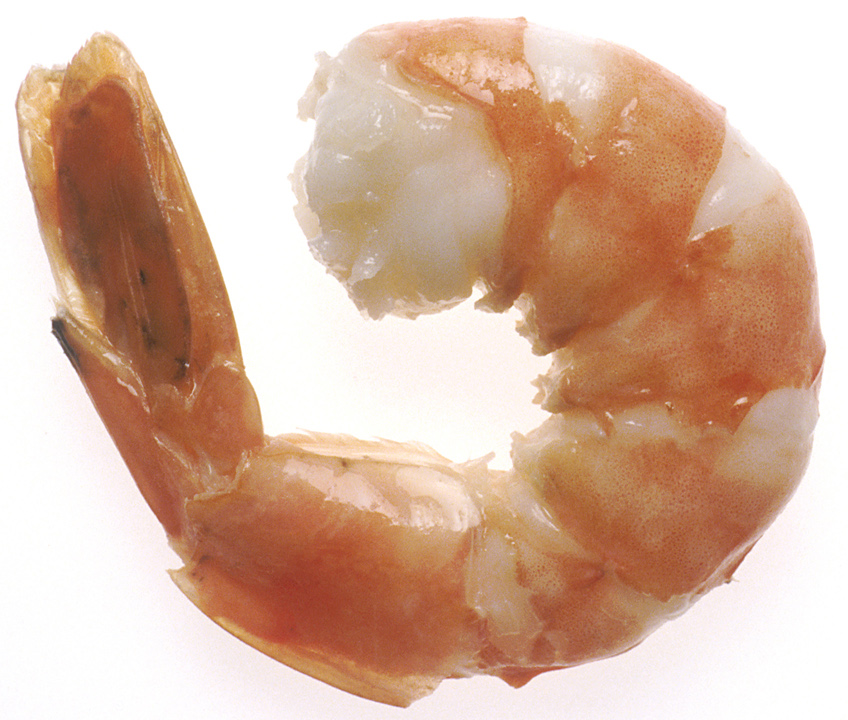
Krewetka obrana (ostatni kawałek pancerza wraz z ogonem pozostawiono nieobrany) i ugotowana na parze

Krewetki są jadalne i ze względu na smaczne mięso zaliczane do najpopularniejszych owoców morza.
Najważniejszymi komercyjnie poławianymi gatunkami wśród krewetek są: krewetka północna (Pandalus borealis) i w mniejszym stopniu garnela pospolita (Crangon crangon). Produkcja z połowów krewetek niehodowlanych z gatunku P. borealis jest około dziesięć razy większa niż w przypadku C. crangon. W latach 50. XX wieku proporcje te były dokładnie odwrotne.
Mniejsze osobniki wykorzystywane są jako pokarm dla zwierząt akwariowych i terrariowych. Niektóre gatunki krewetek i ich odmiany – zwłaszcza słodkowodne – są hodowane w akwariach (np. Caridina multidentata, Caridina sp. „Crystal Red” i Fire Red).

## Taksony pokrewne
Krewetki z infrarzędu Caridea są bliżej spokrewnione z homarami i krabami, niż z przedstawicielami podrzędu Dendrobranchiata, do których są wizualnie podobne. W języku angielskim te pierwsze określane są jako shrimps, te drugie jako prawns i zarówno jedne, jak i drugie są wykorzystywane kulinarnie. Biolodzy rozróżniają te dwie grupy na podstawie różnic w ich strukturach skrzelowych. U Caridea występują skrzela blaszkowate, natomiast u Dendrobranchiata są drzewkowate. Najłatwiejszym sposobem na rozróżnienie krewetek właściwych od Dendrobranchiata jest zbadanie drugiego segmentu odwłoka. Drugi segment u Caridea nachodzi na pierwszy i trzeci segment, podczas gdy drugi segment u Dendrobranchiata nachodzi jedynie na trzeci segment. Różnią się również tym, że Caridea zazwyczaj posiadają dwie pary szczypiec, podczas gdy Dendrobranchiata trzy. Trzecia grupa, Stenopodidea, zawiera około 70 gatunków i różni się od innych grup tym, że trzecie pary odnóży są znacznie powiększone.